# K-9 Mail
K-9 Mail est une application de courrier électronique libre pour Android. Elle est disponible en téléchargement sur F-Droid et Google Play Store. 
Elle gère les protocoles POP3 et IMAP, ainsi que les notifications en temps réel via IMAP IDLE. Elle permet aussi d'utiliser le chiffrement avec APG ou OpenKeychain.
Son nom et son logo font référence au personnage K-9 de la série Doctor Who.
Le 13 juin 2022, l'équipe de K-9 Mail annonce via son blog rejoindre l'équipe de Thunderbird pour devenir la version mobile de Thunderbird. 